# 佛向寺
佛向寺（ぶっこうじ）は、山形県天童市にある浄土宗の寺院。昭和17年（1942年）までは、時宗の中本寺(時宗宗憲並宗規及び時宗寺院名鑑)山号は宝樹山。本尊は阿弥陀如来。正式名称は、寳樹山稱名院佛向寺と称する。

## 歴史

### 開山
佛向寺は天童市大清水字二階堂に弘安10年（1287年）に一向俊聖によって創建されたと伝えられる。ただし、番場蓮華寺を正統とする立場から書かれたとみられる『一向上人伝』にはその記述はなく、その弟子行蓮による開山と考えられている。宇都宮一向寺の阿弥陀如来像に行蓮の銘があることから、関東まで来ていたことは間違いないと思われる。また、「一向上人血脉譜」（近江番場蓮華寺蔵）によれば、行蓮は下野宇都宮一向寺、羽州藻上（最上）佛向寺を開山したという。
二階堂氏および里見氏の元で勢力を拡大した佛向寺は村山・置賜地方に支寺・末寺を建立し村山地方では24ヶ寺に上った。

### 南北朝時代から戦国時代
南北朝時代になり成生佛向寺を開基した里見氏に斯波兼頼（最上氏の祖）の係累が養子として入ると、本拠地を成生から天童に移し、それに伴って佛向寺も天童へ移った。佛向寺は天童城の西の守りとして機能し、僧兵を持っていた。やがて、戦国時代となり天童氏が最上氏から自立すると天童氏の側に立って最上氏と争うことになる。
天正12年（1584年）最上義光が天童氏の居城天童城を攻め落とした際、堂宇を焼失している。

### 江戸時代
江戸時代に、番場蓮華寺と本山争いの結果、当寺が中本山、蓮華寺が大本山となった。『時宗要略譜』によれば、佛向寺は時宗十二派の一つである天童派を形成したとされているが、仏向寺周辺は一向派もしくは番場派を名乗り、天童派は用いなかった。
文化年間に失火により、堂宇を焼失した。現在の堂宇は文政年間（文政5年〜14年）の再建にかかるものである。

### 一向派独立運動
斎藤茂吉が薫陶を受けた佐原窿応が活躍し『大本山蓮華寺法』が、制定され、一向派の地位は大幅に向上した。佐原窿応の師が、誠阿である。浄土宗に帰属したのは、昭和17年（1942年）である。

## 踊躍念仏
踊躍（ゆやく）念仏は、僧侶が儀式として実行する踊念仏の一種。一向を偲んで、毎年11月17日の開山忌に行なわれる。旧山形県指定無形民俗文化財、浄土宗宗宝にも指定されている。

## 佛向寺跡
佛向寺跡について、字名などから成生荘地頭の二階堂氏の館跡との説もあるが、その近辺からは念仏鉦が出土している。また、その近辺の高野坊遺跡からは、応長元年（1311年）一向俊聖の二十七回忌を勤めたという礫石経が出土している。そのほか、成生街道沿いには下馬止めの欅があったという。